# Neoophorus regalis
Neoophorus regalis és una espècie de peix de la família dels goodèids i de l'ordre dels ciprinodontiformes.
Poden assolir 7,5 cm de longitud total i les femelles 8,5. És un peix d'aigua dolça, de clima tropical (21 °C-25 °C) i demersal. Es troba a Los Reyes (Michoacán, Mèxic).
És inofensiu per als humans.